# Arhopala aboe
Arhopala aboe är en fjärilsart som beskrevs av De Nicéville 1895. Arhopala aboe ingår i släktet Arhopala och familjen juvelvingar. Inga underarter finns listade i Catalogue of Life.